# Парпола, Симо
Симо Каарло Антеро Парпола (фин. Simo Kaarlo Antero Parpola, 4 июля 1943, Финляндия, Хельсинки) — финский ассириолог, специализирующийся на Новоассирийской империи, заслуженный профессор-эмерит ассириологии в Университете Хельсинки (ушел на пенсию осенью 2009 года).

## Карьера[3]
Симо Парпола изучал ассириологию, классику и семитскую филологию в Университете Хельсинки, Папском библейском институте и Британском музее в 1961—1968 годах. Он получил докторскую степень в Хельсинки и начал свою академическую карьеру как научный ассистент Карлхайнца Деллера на Семинаре языков и культур Ближнего Востока в Гейдельбергском университете в 1969 году. С 1973 по 1976 год он был доцентом ассириологии и научным сотрудником в Университете Хельсинки, и с 1977 по 1979 год — доцентом ассириологии с постоянной должностью в Восточном институте Чикагского университета. Он был назначен заслуженным профессором ассириологии в Университете Хельсинки в 1978 году и с 1986 года руководит проектом корпуса текстов Новоассирийского периода Университета с 1986 года. Он преподавал в Университете Падуи в качестве приглашенного профессора весной 1995 года и работал научным сотрудником в Институте передовых исследований, Еврейский университет в 1999 году. Он внес свой вклад в составление Чикагского ассирийского словаря с 1982 года до его завершения в 2010 году и участвовал в археологической экспедиции Зиярет Тепе в качестве старшего эпиграфиста в 2001—2006 годах. Среди студентов Симо Парпола по ассириологии были Амар Аннос, Санна Аро, Грант Фрейм, Микко Луукко, Райя Маттила, и Саана Свярд.

## Исследование

### Обзор
Основное внимание исследований Парполы было сосредоточено на изучении Новоассирийской империи во всех её аспектах (язык, литература, история, география, общество, религия, королевская идеология и науки), также он внес большой вклад в изучение письменности Инда, шумерского языка, еврейская мистика и ассирийской идентичности в постимперское время, среди прочего. В 1986 году он начал долгосрочный международный исследовательский проект по редактированию Ново-Ассирийских источников (Проект Новоассирийского текстового корпуса), и цифрового корпуса текстов, написанных на Новоассирийском языке. Опубликованная серия включает клинописные тексты, транскрипции и переводы первичных записей, написанных государственными служащими, профессионалами и администраторами, и считается важным источником, доступным для ученых многих дисциплин. В 1998 году Парпола начал проект Меламму, междисциплинарное исследование, которое исследует непрерывность, трансформацию и распространение месопотамской культуры в классическом мире и далее.

### «Ассирийские корни христианства»
Парпола, в исследовании, опубликованном в 2004 году и названном: Гора ‘‘Нисир и основы ассирийской церкви’’, утверждает, что христианская церковь «…построена на фундаменте, заложенном Ассирией…», и что «…продолжительность и выживание ассирийских идей в христианстве следует воспринимать всерьез.». Он пришел к этому заключению, оценивая то, что он считает параллелями как в христианстве, так и в шумеро-аккадской мифологии, и утверждает, что ассириологи обычно избегают и отвергают структуру верований и центральные компоненты, касающиеся древней Месопотамии.

## Академические достижения
Профессор года в Финляндии, 1992 год.
- Премия имени J. V. Snellman за общественную информацию Университета Хельсинки, 1996 год.[12]
- Почётный член Американского восточного общества, 2001 год.[13]
- Почётный член Финского научного центра Heureka, 2003 год.[14]
- Член Норвежской академии наук и литературы с 1995 года.[15]

## Труды
Книги
- Etymological Dictionary of the Sumerian Language I—II. Winona Lake: Eisenbrauns, 2016.
- (Editor-in-chief) Assyrian-English-Assyrian Dictionary. Winona Lake: Eisenbrauns, 2008. ISBN 9789521013324
- (with Michael Porter) The Helsinki Atlas of the Ancient Near East in the Neo-Assyrian Period. Helsinki: The Neo-Assyrian Text Corpus Project, 2001.
- (with Veysel Donbaz) Neo-Assyrian Legal Texts in Istanbul. Studien zu den Assur-Texten, Bd. 2. Saarbücken: Deutsche Orient-Gesellschaft, 2001. ISBN 978-3-930843-64-0
- (with Andreas Fuchs) The Correspondence of Sargon II, Part III: Letters from Media and Babylonia. State Archives of Assyria 15. Helsinki University Press, 2001.
- Assyrian Prophecies. State Archives of Assyria 9. Helsinki University Press, 1997.
- The Standard Babylonian Epic of Gilgamesh. State Archives of Assyria Cuneiform Texts 1. Helsinki: The Neo-Assyrian Text Corpus Project, 1997.
- Letters from Assyrian and Babylonian Scholars. State Archives of Assyria 10. Helsinki University Press, 1993.
- (With T. Kwasman) Legal Transactions of the Royal Court of Nineveh, Part I: Tiglath-Pileser III through Esarhaddon. State Archives of Assyria 6. Helsinki University Press, 1991.
- (With G. B. Lanfranchi) The Correspondence of Sargon II, Part II: Letters from the Northern and Northeastern Provinces. State Archives of Assyria 5. Helsinki University Press, 1990.
- (With Kazuko Watanabe) Neo-Assyrian Treaties and Loyalty Oaths. State Archives of Assyria 2. Helsinki University Press, 1988. ISBN 978-951-570-034-6
- The Correspondence of Sargon II, Part I: Letters from Assyria and the West. State Archives of Assyria 1. Helsinki University Press, 1987.
- Letters from Assyrian Scholars to the Kings Esarhaddon and Assurbanipal, Part II: Commentary and Appendices. Alter Orient und Altes Testament 5/2, Neukirchen-Vluyn: Butzon & Bercker, 1983.
- Cuneiform Texts from Babylonian Tablets in the British Museum, Part 53: Neo-Assyrian Letters from the Kuyunjik Collection. London, 1979.
- (With A. Parpola and S. Koskenniemi) A Concordance to the Indus Inscriptions. Annales Academiae Scientiarum Fennicae, Series B 185. Helsinki, 1973.
- Neo-Assyrian Toponyms. Alter Orient und Altes Testament 6, Neukirchen-Vluyn: Butzon & Bercker, 1970.
- (With A. Parpola, S. Koskenniemi and P. Aalto) Decipherment of the Proto-Dravidian Inscriptions of the Indus Civilization. Scandinavian Institute of Asian Studies, Special Publications 1. Copenhagen, 1969.

Статьи
- «Mount Nisir and the Foundations of the Assyrian Church», pp. 469–484 in Salvatore Gaspa et al. (eds.), From Source to History: Studies on Ancient Near Eastern Worlds and Beyond Dedicated to G. B. Lanfranchi. Alter Orient und Altes Testament 412. Münster: Ugarit-Verlag, 2014.
- «Globalization of Religion: Jewish Cosmology in its Ancient Near Eastern Context», pp. 15–27 in Markham J. Geller (ed.), Melammu: The Ancient World in an Age of Globalization. Proceedings of the Sixth Symposium of the Melammu Project. Max Plack Research Library for the History and Development of Knowledge, Proceedings 7. Berlin, 2014.
- «The Etymology of the Sumerian Word for Star», pp. 29–43 in Antonio Panaino (ed.), Non licet stare caelestibus: Studies on Astronomy and Its History offered to Salvo De Meis. Indo-Iranica et Orientalia. Milano: Mimesis, 2014.
- "Sumerian: A Uralic Language (I), " pp. 181–210 in Leonid Kogan et al. (eds.), Language in the Ancient Near East. Proceedings of the 53e Rencontre Assyriologique Internationale, Vol. I, Pt. 2 (Babel und Bibel 4/2). Winona Lake, Indiana: Eisenbrauns, 2010.
- "Sumerian: A Uralic Language (II), " Babel und Bibel 6 (2012), 269—322.
- "The Neo-Assyrian Royal Harem, " pp. 613–626 in G. B. Lanfranchi et al. (eds.), Leggo! Studies presented to Frederick Mario Fales on the Occasion of his 65th Birthday. Wiesbaden: Harrassowitz, 2012.
- «Cuneiform Texts from Ziyaret Tepe (Tušhan), 2002—2003,» State Archives of Assyria Bulletin	17 (2008), 1-113, Plates I—XXV.
- "The Neo-Assyrian Ruling Class, " pp. 257–274 in Thomas R. Kämmerer (ed.), Studien zur Ritual und Sozialgeschichte im Alten Orient / Studies on Ritual and Society in the Ancient Near East. Beihefte zur Zeitschrift für die alttestamentliche Wissenschaft, Bd. 374. Berlin: Walter de Gruyter, 2007.
- «Il retroterra assiro di Ahiqar», pp. 91–112 in Ricccardo Contini and Cristiano Grottanelli, (eds.), Il saggio Ahiqar. Brescia: Paideia, 2005.
- «National and Ethnic Identity in the Neo-Assyrian Empire and Assyrian Identity in Post-Empire Times Архивировано 22 мая 2020 года.,» Journal of Assyrian Academic Studies 18/2 (2004), 5-49.
- «The Originality of the Teachings of Zarathustra in the Light of Yasna 44», pp. 373–383 in Ch. Cohen et al. (eds.), Sefer Moshe. The Moshe Weinfeld Jubilee Volume. Winona Lake: Eisenbrauns, 2004.
- «Mesopotamian Precursors of the Hymn of the Pearl», pp. 181–193 in R.M. Whiting (ed.), Mythology and Mythologies. Methodological Approaches to Intercultural Influences. Melammu Symposia 2. Helsinki, 2001.
- «The Magi and the Star», Bible Review 6 (2001), 16-23 and 52-54.
- «Assyrians after Assyria»: Journal of the Assyrian Academic Society 12 (2000), 1-16
- «The Mesopotamian Soul of Western Culture»: Bulletin of the Canadian Society of Mesopotamian Studies 35 (2000), 29-41
- «Monotheism in Ancient Assyria», pp. 165–209 in Barbara Nevling Porter (ed.), One God or Many? Concepts of Divinity in the Ancient World. Casco Bay, 2000.
- «Sons of God: The Ideology of Assyrian Kingship»: Archaeology Odyssey 2/5 (1999), 16-27.
- «The Concept of the Saviour and Belief in Resurrection in Ancient Mesopotamia»: Academia Scientiarum Fennica, Year Book 1997, 51-58.
- «The Man Without a Scribe and the Question of Literacy in the Assyrian Empire», pp. 315–324 in Beate Pongratz-Leisten et al. (eds.), Ana šadê Labnāni lū allik. Festschrift für Wolfgang Röllig. Alter Orient und Altes Testament 247. Neukirchen-Vluyn, 1997.
- «The Assyrian Cabinet», pp. 379–401 in M. Dietrich and O. Loretz (eds.), Vom Alten Orient zum Alten Testament. Festschrift für Wolfram Freiherrn von Soden zum 85. Geburtstag. Alter Orient und Altes Testament 240. Neukirchen-Vluyn, 1995.
- «The Assyrian Tree of Life: Tracing the Origins of Jewish Monotheism and Greek Philosophy»: Journal of Near Eastern Studies 52 (1993), 161—208.
- «Mesopotamian Astrology and Astronomy as Domains of the Mesopotamian 'Wisdom'», pp. 47–60 in H. Galter (ed.), Die Rolle der Astronomie in den Kulturen Mesopotamiens. Graz, 1993.
- (With J. Neumann) «Climatic Change and the 11th-10th Century Eclipse of Assyria and Babylonia»: Journal of Near Eastern Studies 46 (1987), 161—182.
- «Assyrian Library Records»: Journal of Near Eastern Studies 42 (1983), 1-29
- «Assyrian Royal Inscriptions and Neo-Assyrian Letters», pp. 117–142 in F. M. Fales, ed., Assyrian Royal Inscriptions: New Horizons in Literary, Ideological and Historical Analysis. Rome, 1981.
- «The Murderer of Sennacherib», pp. 171–182 in Bendt Alster (ed.), Death in Mesopotamia. Copenhagen, 1980.